# Opowieści okrutne
Opowieści okrutne (oryg. fr. Contes cruels) – zbiór opowiadań Auguste’a de Villiersa de L’Isle Adama publikowanych na łamach różnych czasopism między 1867 a 1877 i zebranych w jednym tomie w 1883.

## Okoliczności powstania utworu
W listopadzie 1865 Eugène Lefebure w liście do Stéphane'a Mallarmé wspominał, iż Villiers de L’Isle Adam postanowił napisać utwór utrzymany w duchu dzieł Edgara Allana Poe. W tym samym miesiącu sam poeta informował o ukończeniu „strasznego opowiadania napisanego w estetyce Poego”, zatytułowanego Klara Lenoir. W latach 1865–1866 tworzył kolejne podobne utwory, wypracowując typowy dla siebie styl „okrutnej ironii”. Pod koniec lat 60. XIX wieku na chwilę zaprzestał ich pisania, by skupić się na pracy dramatopisarskiej. Wobec niepowodzeń scenicznych kolejnych sztuk od 1873 zrezygnował jednak z tego typu twórczości i powrócił do Opowieści okrutnych.
Podstawową inspiracją dla napisania Opowieści okrutnych, co Villiers de L’Isle Adam wielokrotnie podkreślał, była twórczość Poego. Pierre Castex jest jednak zdania, iż francuski pisarz nie zapożyczał od twórcy amerykańskiego całych motywów i między ich dziełami istnieją jedynie luźne związki.

## Publikacja
W 1877 Villiers de L’Isle-Adam podjął po raz pierwszy próbę wydania ich w jednym tomie, jednak wydawca Calmann Lévy odmówił, twierdząc, że opowiadania nie odniosłyby sukcesu komercyjnego. Między wymienionym rokiem a 1882, dwukrotnie zmieniając tytuł zbioru (na Histoires philosophiques i Histoires énigmatiques), pisarz zwracał się jeszcze do kilku wydawców, bez powodzenia. Ostatecznie Lévy wydał Opowieści okrutne, pod pierwotnym tytułem, w 1883.

## Cechy utworu
Opowieści okrutne zawierają utwory o różnej przynależności gatunkowej i poetyce. Część dzieł została napisana pod wpływem bieżących wydarzeń, stylem dziennikarskim, inne mają charakter satyryczny lub są opowiadaniami fantastycznymi. Niektóre utwory powstały pod wpływem osobistych doświadczeń autora, zwłaszcza nieudanych związków miłosnych. Specyficzną cechą tekstów jest szerokie wykorzystanie ironii przez narratora, który miesza czarny humor z krytyką obyczajów społecznych, ośmiesza i demaskuje niektóre postacie.
Opowieści okrutne miały w zamiarze autora ukazać ograniczenia realizmu w literaturze, jego niezdolność do pokazania pełnej prawdy o człowieku. Poprzez wykorzystanie symboli, elementów fantastycznych oraz sytuacji pozornie nieprawdopodobnych Villiers de L’Isle-Adam dodawał do swoich tekstów dodatkowy wymiar.

## Opowiadania
Zbiór wydany w Polsce w 1993 roku, w przekładzie Wacława Rogowicza, Zenona Przesmyckiego oraz Marii Gawryś, zawierał następujące opowiadania:
- Tortura Nadziei
- Kochankowie z Toledo
- Królowa Izabella
- Stawka
- Morderca łabędzi
- Popędliwość tłumu
- Vox populi
- Mąciwoda
- Panny de Bienfilatre
- Bandyci
- Wirginia i Paweł
- Dwaj Augurowie
- Sylvabel
- Bohaterstwo doktora Hallidonhilla
- Catalina
- Tajemnica pięknej Adriany
- Zachcianki pana Redoux
- Przygoda Tse i-la
- Tajemnice szafotu
- Wybraniec Marzeń
- Córki Miltona
- Nieznajoma
- Duke of Portland
- Wera